# Орпишевский, Людвик
Людовик Орпишевский (пол. Ludwik Orpiszewski; 1810—1875) — польский писатель

-беллетрист, публицист, журналист, переводчик, поэт и драматург; активист Великой эмиграции поляков. Известен также под псевдонимом «Ludwik z Krzewia».

## Биография
Людовик Орпишевский родился 24 августа 1810 года в гмине Жечица в округе Рошкова-Воля. По окончании губернской школы в Плоцке, поступил на юридический и административный факультет Варшавского королевского университета.

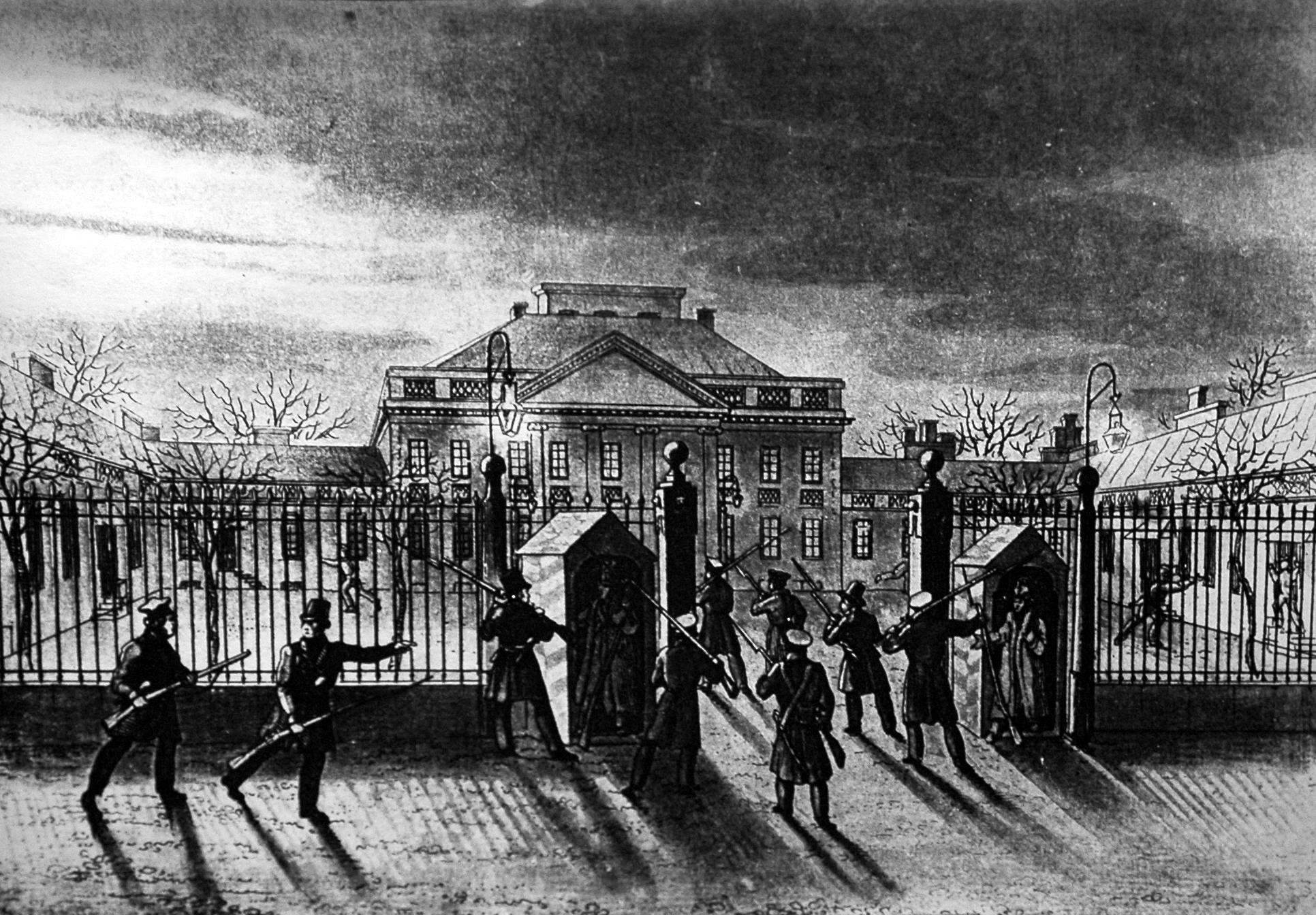
Нападение на дворец Бельведер

29 ноября 1830 года, в самом начале Польского восстания, следуя инициативе Петра Высоцкого, принял участие в нападении на дворец Бельведер в Варшаве с намерением убить великого князя Константина Павловича, но князь был предупреждён и успел скрыться. Таким образом Л. Орпишевский стал соучастником попытки убийства члена царской семьи — одного из самых тяжких преступлений в Российской империи.
Надеяться на помилование ему не приходилось и в октябре 1831 года, опасаясь репрессий со стороны русских властей, Орпишевский эмигрировал во Францию, где и провёл большую часть жизни; на родину он уже так никогда и не вернулся, если не считать кратковременного пребывания в Познани в 1848 году, откуда он был почти сразу изгнан немецкой полицией. Был близким другом и соратником Адама Ежи Чарторыйского.
За границей Орпишевский практически полностью посвятил себя литературе; иногда писал под псевдонимом «Ludwik z Krzewia». 
Отдельно издал: «Wędrówka ро Wielkopolsce i Mazowszu» (Париж, 1838), «Pułkownik czyli różny los dwuch kolegów szkolnych» (Париж, 1858) и драматическое произведение «Mikołaj Zebrzydowski» (Париж, 1872). 
Публицистические статьи и брошюры Людовик Орпишевский печатал, главным образом, по-французски. В брошюре «Les cinq grandes puissances de l’Europe» (Париж, 1842) он предсказал гегемонию Пруссии в Германии, потерю Австрией итальянских владений и её изгнание из Германии. Другое его историческое произведение: «La Pologne, le germanisme et le tzarat de Moscou dépuis l’an 1000 jusqu’à 1860» (Париж, 1861).
Людовик Орпишевский умер 21 февраля 1875 года в швейцарском городе Лозанна.